# Song Cycle
Song Cycle è l'album del debutto discografico del musicista e compositore statunitense Van Dyke Parks, pubblicato dalla Warner Bros. Records nel 1967. Il disco abbraccia una grande varietà di stili, inclusi la psichedelia, il folk, il pop barocco, e la musica sperimentale rock e pop.

## Il disco
Il materiale che costituisce l'album esplora strutture musicali non convenzionali, e riflette una sorta di viaggio nel gotico americano. Song Cycle contiene inoltre tre cover: Vine Street di Randy Newman, Colours di Donovan, e il traditional Nearer My God to Thee (indicato sull'album con il titolo Van Dyke Parks).
Il soggetto di molte canzoni, comunque, verte anche su luoghi della California del Sud, come il Laurel Canyon Boulevard, Vine Street, Silver Lake Boulevard, e Palm Desert. I testi dei brani presenti in Song Cycle riflettono l'esperienza vissuta da Parks lavorando sia nell'industria cinematografica sia in quella musicale della California del Sud.

### Origine
Dopo la fallimentare esperienza trascorsa come paroliere dei The Beach Boys per il disgraziato progetto SMiLE nel 1966-67, Parks firmò un contratto discografico con la Warner Bros. Records. L'album venne prodotto da Lenny Waronker, che lasciò ampia libertà creativa a Parks in studio di registrazione senza restrizione di budget alcuno. Il disco fu uno degli LP più costosi dell'epoca per quanto riguarda la produzione. Sull'album furono impiegate rudimentali tecniche di registrazione su banchi mixer a 8 tracce, tecnica sperimentale avanzatissima per l'epoca dato che i normali studi erano solitamente dotati di apparecchiature a 4, o addirittura 2 tracce soltanto.

### Accoglienza
Nonostante ricevette buone critiche e recensioni favorevoli alla sua pubblicazione, Song Cycle vendette poco, e ci vollero circa tre anni prima che i costi dello studio di registrazione per la realizzazione dell'opera fossero ammortizzati. In risposta all'insuccesso commerciale del disco, la Warner Bros. Records comprò spazi pubblicitari sui maggiori quotidiani e riviste nazionali pubblicando l'ironico annuncio "lost $35,509 on 'the album of the year' (dammit)" (it: persi 35.509 dollari per "l'album dell'anno" (dannazione!)).
Con il passare degli anni, Song Cycle ha acquisito lo status di album di culto per i fan del musicista e del pop rock più bizzarro in generale. Molti artisti hanno citato l'album tra le loro influenze, incluso il produttore e compositore Jim O'Rourke.
Nel 1991 fu classificato al 23º posto nella classifica dei peggiori dischi rock di tutti i tempi nel libro The Worst Rock 'n' Roll Records of All Time di Jimmy Guterman e Owen O'Donnell.

## Tracce
- Tutte le tracce sono opera di Van Dyke Parks, eccetto dove indicato.

Lato A
1. Vine Street – 3:38 (Randy Newman)
2. Palm Desert – 3:05
3. Widow's Walk – 3:10
4. Laurel Canyon Blvd. – 0:25
5. The All Golden – 3:12
6. Van Dyke Parks – 0:55 (Pubblico dominio)

Lato B
1. Public Domain – 2:30
2. Donovan's Colours – 3:39 (Donovan Leitch)
3. The Attic – 3:35
4. Laurel Canyon Blvd. – 1:17
5. By the People – 5:57
6. Pot Pourri – 1:07

Note: La traccia Van Dyke Parks accreditata come di pubblico dominio è in realtà una reinterpretazione del brano tradizionale Nearer, My God, to Thee, che leggenda vuole sia stato l'ultimo brano suonato dall'orchestra a bordo del Titanic prima dell'inabissamento del transatlantico.
Edizione CD del 1999, pubblicato dalla Rykodisc Records (RCD 10452)
- Brani composti da Van Dyke Parks, eccetto dove indicato

1. Vine Street – 3:38 (Randy Newman)
2. Palm Desert – 3:05
3. Widow's Walk – 3:10
4. Laurel Canyon Blvd. – 0:25
5. The All Golden – 3:12
6. Van Dyke Parks – 0:55 (Pubblico dominio)
7. Public Domain – 2:30
8. Donovan's Colours – 3:39 (Donovan Leitch)
9. The Attic – 3:35
10. Laurel Canyon Blvd. – 1:17
11. By the People – 5:57
12. Pot Pourri – 1:07
13. The Eagle and Me – 2:32 (E.Y. Harburg, Harold Arlen) – Bonus Track

## Formazione
- Van Dyke Parks - voce
- Dick Rosmini - chitarra
- Ron Elliott - chitarra
- Steve Young - chitarra folk
- Tommy Tedesco - balalaica
- Allan Reuss - balalaica
- Nicolai Bolin - balalaica
- Leon Stewart - balalaica
- William Nadel - balalaica
- Vasil Crienica - balalaica
- Randall Newman - pianoforte (brano: Vine Street)
- George Washington Brown - pianoforte (brano: Colours)
- Carl Fortina - accordion
- Earl Palmer - percussioni
- James Gordon - percussioni
- Gary Coleman - percussioni
- Hal Blaine - percussioni
- Gayle Levant - arpa
- Virginia Majewski - assolo di viola
- Misha Goodatieff - assolo di violino
- Chuck Berghofer - strumenti ad arco
- Harry Bluestone - strumenti ad arco
- Samuel Boghossian - strumenti ad arco
- Joseph DiTullio - strumenti ad arco
- Jesse Erlich - strumenti ad arco
- Philip Goldberg - strumenti ad arco
- Armand Kaproff - strumenti ad arco
- William Kurasch - strumenti ad arco
- Jerry Reisler - strumenti ad arco
- Lyle Ritz - strumenti ad arco
- Leonard Selic - strumenti ad arco
- Ralph Schaffer - strumenti ad arco
- Frederick Seykora - strumenti ad arco
- Darrel Terwilliger - strumenti ad arco
- Leonard Malarsky - strumenti ad arco
- Robert West - strumenti ad arco
- Donald Bagley - strumenti ad arco
- Dennis Budimer - strumenti ad arco
- Trefoni Rizzi - strumenti ad arco
- Gregory Bemko - strumenti ad arco
- Nathan Gershman - strumenti ad arco
- Joseph Saxon - strumenti ad arco
- Orville (Red) Rhodes - strumenti ad arco
- Jay Migliori - strumenti a fiato (woodwinds & reeds)
- George Fields - strumenti a fiato
- William Green - strumenti a fiato
- James Horn - strumenti a fiato
- Thomas Scott - strumenti a fiato
- Ted Nash - strumenti a fiato
- Thomas Morgan - strumenti a fiato
- Norman Benno - strumenti a fiato
- Arthur Briegleb - strumenti a fiato (brass)
- Vincent DeRosa - strumenti a fiato
- Richard Perissi - strumenti a fiato
- Richard Hyde - strumenti a fiato
- Thomas Shepard - strumenti a fiato
- Billie J. Barnum - accompagnamento vocale, coro
- Gerri Engemann - accompagnamento vocale, coro
- Julia E. Rinker - accompagnamento vocale, coro
- Gaile Parks - accompagnamento vocale, coro
- Nick Woods - accompagnamento vocale, coro
- Karen Gunderson - accompagnamento vocale, coro
- James Hendricks - accompagnamento vocale, coro
- Vanessa Hendricks - accompagnamento vocale, coro
- Durri Parks - accompagnamento vocale, coro
- Paul Jay Robbins - accompagnamento vocale, coro
- Randy Newman - arrangiamento (brano: Vine Street)[8][9]